# Шевченко Юлія Андріївна
Ю́лія Андрі́ївна Шевче́нко (18 червня 1999, м. Київ — 30 липня 2023, м. Оріхів, Запорізька область) — українська громадська активістка, поетеса, військовослужбовиця, лейтенант 47 ОМБр Збройних сил України, учасниця російсько-української війни. Лицар ордена Богдана Хмельницького III ступеня (2023, посмертно).

## Життєпис
Юлія Шевченко народилася 18 червня 1999 року в Києві, де навчалася в ліцеї № 241 (2016, який закінчила зі срібною медаллю).
Учасниця Революції гідності, допомагала медикам.
Закінчила військову кафедру Національної академії Національної гвардії України (2020), факультет прокуратури Національного юридичного університету імені Ярослава Мудрого (2022, з відзнакою, спеціальність юрист). Цього ж року стала аспіранткою кафедри кримінального права рідної Alma-mater.
У 2021 році під час навчання на 5-му курсі перемогла в проєкті «Антикорупційний десант». Відтоді працювала в управлінні проведення обов'язкових повних перевірок Національного агентства з питань запобігання корупції.
Писала вірші.
З початком широкомасштабного російського вторгнення в Україну 2022 року, Юлія добровільно приєдналася до Збройних сил України. Служила заступником командира з морально-психологічного забезпечення 47-ї окремої механізованої бригади.
Загинула 30 липня 2023 року в м. Оріхові на Запоріжжі.
Прощання відбулося у Володимирському соборі. Похована 5 серпня 2023 року на Південному кладовищі м. Києва (ділянка 38).
Залишилися батьки та наречений Тарас.

## Нагороди
- Орден Богдана Хмельницького ІІІ ступеня (24 серпня 2023, посмертно) — за особисту мужність, виявлену у захисті державного суверенітету та територіальної цілісності України, самовіддане виконання військового обов'язку[7].